# Jorge Valdano
Jorge Alberto Francisco Valdano Castellanos (* 4. října 1955, Las Parejas, Santa Fe, Argentina) je bývalý argentinský fotbalista. Hrával na pozici útočníka. S argentinskou fotbalovou reprezentací se stal mistrem světa roku 1986. Hrál i na světovém šampionátu roku 1982. Celkem za národní tým odehrál 23 utkání, v nichž vstřelil 7 branek, jednu mimo jiné i ve finále MS 1986 proti Německu. S Realem Madrid vyhrál dvakrát Pohár UEFA (1984/85, 1985/86) a dvakrát se stal mistrem Španělska (1985/86, 1986/87). Jeden mistrovský titul získal i v Argentině, v dresu Newell's Old Boys (1974). Po skončení hráčské kariéry se stal trenérem a manažerem. Jako trenér vyhrál mistrovský titul s Realem Madrid (1994–95), ve stejném klubu pak působil jako sportovní ředitel a generální ředitel.